# Xanthorhoe subseparata
Xanthorhoe subseparata är en fjärilsart som beskrevs av Walker 1862. Xanthorhoe subseparata ingår i släktet Xanthorhoe och familjen mätare. Inga underarter finns listade i Catalogue of Life.